# Kurtis Guthrie
Kurtis Owen Guthrie (Peterborough, 21 aprile 1993) è un calciatore inglese, attaccante dei Jersey Bulls.

## Biografia
Sua sorella minore Serena è una giocatrice professionista di pallamano, che ha vinto medaglie sia ai Mondiali che ai Giochi del Commonwealth con la nazionale inglese.

## Carriera

### Club

#### Inizi
Originario di Peterborough, è in realtà però vissuto fin da bambino sull'isola di Jersey, dove nel 2011 ha iniziato a giocare a calcio, nelle giovanili dei dilettanti locali del St. Clement, dove rimane fino al 2009, anno in cui viene aggregato alla prima squadra, militante nel campionato locale dell'isola, nel quale gioca poi anche durante la stagione 2010-2011 ma con il Trinity, altro club isolano. Durante questi primi anni gioca in realtà a calcio a livello totalmente dilettantistico, lavorando invece come elettricista come occupazione principale.
Nell'estate del 2011 dopo un provino di due settimane (nel quale segna anche una rete in un'amichevole precampionato contro il Blackburn, club della prima divisione inglese) firma un contratto di un anno con un'opzione per una seconda stagione con l'Accrington Stanley, club della quarta divisione inglese, diventando quindi professionista all'età di 18 anni. Il 6 agosto 2011, alla prima giornata di campionato, esordisce con la nuova maglia, nell'incontro pareggiato per 0-0 sul campo del Northampton Town; non trovando ulteriore spazio, nel novembre del 2011 viene ceduto in prestito fino al gennaio del 2012 al Southport, club di quinta divisione, con cui il 3 dicembre 2011 segna la sua prima rete in carriera tra i professionisti, nella vittoria casalinga per 2-1 contro l'Alfreton Town: si tratta della sua unica rete in 5 presenze con il club, che terminato il prestito lascia per fare ritorno all'Accrington Stanley, con cui nel prosieguo della stagione gioca altre 12 partite in quarta divisione senza però mai segnare. A fine stagione il neoallenatore Paul Cook non esercita l'opzione per il rinnovo del suo contratto, lasciandolo così svincolato. Inizia poi la stagione 2012-2013 in sesta divisione con il Bath City, con cui firma un contratto il 16 agosto 2012, facendo il suo esordio due gironi più tardi quando subentra dalla panchina nell'incontri di campionato pareggiato per 1-1 sul campo del Welling Utd. Tre giorni più tardi, il 21 agosto, fa il suo esordio da titolare segnando nell'occasione una tripletta, che decide l'incontro vinto per 3-1 in casa contro il Maidenhead Utd. Nell'ottobre del 2012 alla scadenza del suo contratto lascia i Romans, dopo complessive 5 reti in 10 partite di campionato giocate d una rete in 3 presenze in FA Cup. Immediatamente dopo essere rimasto svincolato firma un contratto con il Welling United, club del medesimo campionato del Bath City, con cui già aveva sostenuto un provino nell'estate precedente. Nel corso della stagione, che il club biancorosso conclude vincendo il campionato (e, di conseguenza, venendo promosso in quinta divisione), Guthire gioca 23 partite e segna 4 reti, tutte nel finale di stagione (le sue prime reti con il club coincidono infatti con una tripletta messa a segno nell'arco di soli 18 minuti nel corso della partita del 13 aprile 2013 vinta per 4-1 in casa contro il Weston-super-Mare). Nella stagione 2013-2014 continua a giocare con il Welling United, con cui mette a segno 4 reti in 31 presenze in quinta divisione.

#### Forest Green Rovers
Nell'estate del 2014 viene acquistato dai Forest Green, altro club di quinta divisione, dove raggiunge Adrian Pennock e Jamie Day, rispettivamente suo allenatore e vice allenatore al Welling United, firmando un contratto biennale professionistico, dopo un biennio trascorso con accordi di tipo semiprofessionistico. Fa il suo esordio con la nuova maglia il 12 agosto 2014, subentrando dalla panchina nella vittoria casalinga per 2-1 contro il Chester; la sua prima presenza da titolare si fa invece attendere fino al successivo 11 ottobre, quando gioca per intero la sfida pareggiata per 1-1 in casa contro il Gateshead. Il 15 novembre interrompe invece una striscia di 15 partite ufficiali consecutive senza reti andando a segno nella partita pareggiata per 3-3 sul campo del Torquay Utd, che peraltro conclude con una doppietta realizzando la sesta ed ultima rete del match. Conclude la sua prima stagione con il club con complessive 8 reti in 45 presenze tra tutte le competizioni ufficiali, 39 delle quali in campionato, più 2 nei play-off, che il club raggiunge per la prima volta nella sua storia e che conclude con una sconfitta con un punteggio aggregato di 2-0 in semifinale contro i Bristol Rovers. Nella stagione successiva si impone stabilmente nella formazione titolare dei Forest Green Rovers e più in generale come uno dei migliori attaccanti del torneo, che conclude con 11 reti e 7 assist in 42 presenze, contribuendo al raggiungimento della prima storica finale play-off del suo club, poi persa per 3-1 a Wembley contro il Grimsby Town (nell'occasione Guthrie serve al compagno di squadra Keanu Marsh-Brown l'assist per l'unica rete del match della sua squadra). A fine stagione i Forest Green Rovers esercitano l'opzione presente nel suo contratto per rinnovarlo per una terza stagione, ma con l'accordo di cederlo in club di categoria superiore in caso di offerta congrua, che si materializza nel corso dell'estate del 2016 ad opera del Colchester Utd, club di quarta divisione, con cui l'attaccante il 6 luglio 2016 firma un contratto biennale.

#### Gli anni in quarta divisione
John McGreal, l'allenatore degli U's, inizialmente lo impiega come seconda punta (ruolo che aveva sempre ricoperto in carriera fino a quel momento), salvo poi con il passare del tempo iniziare ad utilizzarlo anche come attaccante centrale. Il suo esordio con la nuova maglia avviene il 6 agosto 2016, nella prima giornata di campionato, nell'incontro esterno pareggiato per 1-1 contro l'Hartlepool Utd; la prima rete è invece datata 16 agosto, ed arriva nella vittoria casalinga per 3-2 contro il Grimsby Town. Il 7 gennaio 2014 Guthrie segna la sua prima tripletta in carriera nei campionati della Football League nella vittoria per 4-1 in casa contro il Carlisle Utd e, più in generale, trova buona continuità realizzativa: il suo campionato si chiude infatti anzitempo per un infortunio ad una caviglia il 5 marzo 2017, ma con un bottino di 12 reti in 33 presenze. Anche la prima parte della stagione seguente è condizionata dall'infortunio: la sua prima presenza arriva infatti solamente il 30 settembre 2017, quando subentra dalla panchina nei minuti di recupero del secondo tempo al compagno Brandon Hanlan nella vittoria per 1-0 sul campo dello Yeovil Town; dopo un ulteriore infortunio, riesce finalmente a tornare nella formazione titolare il 6 gennaio 2018, quando tra l'altro segna anche la sua prima rete stagionale, segnando il gol della bandiera nella sconfitta casalinga per 4-1 contro il Cheltenham Town. A psoteriori questa si rivela anche essere la sua unica rete stagionale in 12 partite di campionato giocate, dal momento che il 29 marzo 2018, avendo subito un altro infortunio ad una caviglia richiedente un intervento chirurgico per tornare a giocare ed essendo il suo contratto in scadenza, lo rescinde anticipatamente in modo consensuale con il club.
Il 26 luglio 2018 firma un contratto con lo Stevenage, altro club di quarta divisione. Il 28 agosto 2018 segna le sue prime reti in competizioni ufficiali con il nuovo club mettendo a segno una tripletta nella vittoria casalinga per 5-0 nell'incontro di Football League Trophy contro la formazione Under-21 dello Swansea City; il 6 ottobre segna invece il primo dei suoi 11 gol stagionali (in 34 presenze), nella vittoria casalinga per 3-1 contro i suoi ex compagni di squadra del Colchester United. L'anno seguente, soprattutto dopo l'arrivo del nuovo allenatore Graham Westley, perde il posto da titolare in squadra, segnando comunque 5 reti in 24 partite di campionato giocate prima di essere ceduto (il 31 gennaio 2020) al Bradford City. L'allenatore che l'aveva voluto in squadra (Gary Bowyer) lascia in realtà il club prima ancora della sua prima presenza ufficiale con i Bantams; dopo 2 sole partite, il campionato viene interrotto per via della pandemia di COVID-19; anche l'anno seguente Guthrie gioca con il Bradford City, ma dopo ulteriori 8 apparizioni senza trovare la via della rete, nel gennaio del 2021 rescinde consensualmente il contratto che lo legava al club; il 15 gennaio 2021 si lega con un contratto fino alla fine della stagione 2020-2021 al Port Vale, altro club di quarta divisione. Qui gioca in totale 17 partite di campionato, ed il 5 aprile 2011 interrompe una striscia di 40 partite ufficiali giocate senza reti andando in gol nella vittoria per 2-0 sul campo dell'Harrogate Town, con quello che si rivela anche essere il suo unico gol stagionale.

#### India e Scozia
Il 2 settembre 2021 firma un contratto per giocare in I-League (prima divisione indiana) con il Punjab FC, con cui mette a segno 13 reti in 18 partite di campionato giocate. Il 29 agosto 2022 torna in Europa (e più precisamente in Scozia): dopo un positivo provino di una settimana, firma infatti un contratto biennale (con anche un'opzione per un terzo anno) con il Livingston, club di prima divisione, con cui durante la stagione 2022-2023 gioca 16 partite senza mai segnare. Nella prima parte della stagione 2024-2025 gioca 4 partite nella seconda divisione indiana con i Churchill Brothers per poi tornare sull'isola di Jersey a giocare da dilettante con i Jersey Bulls, in Combined Counties Football League (nona divisione inglese).

### Nazionale
Nel 2011 ha giocato 2 partite con la Selezione di calcio di Jersey, vincendo una medaglia di bronzo agli Island Games.

## Palmarès

### Club

#### Competizioni nazionali
- Conference League South: 1

Welling United: 2012-2013

### Nazionale
- Bronzo agli Island Games: 1

2011